# Rinya Kawamura

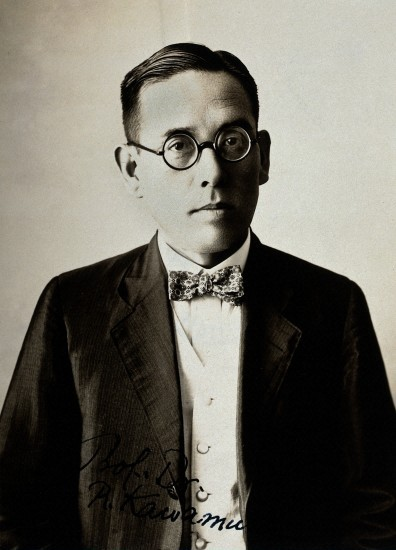
Rinya Kawamura

Rinya Kawamura (jap. 川村麟也 Kawamura Rinya; ur. 11 września 1879 w prefekturze Yamanashi, zm. 31 października 1947 w Tokio) – japoński lekarz, patolog.

## Życiorys
W 1906 ukończył studia na Wydziale Medycyny Uniwersytetu Cesarskiego w Tokio i od razu podjął badania w Zespole Patologii. W latach 1908–1911 przebywał na stypendium w Wielkiej Brytanii i Niemczech. Studiował m.in. u Johannesa Ortha w Berlinie i Ludwiga Aschoffa we Fryburgu Bryzgowijskim.
Po powrocie do kraju w 1911 został profesorem specjalistycznego instytutu patologii i medycyny sądowej Uniwersytetu Niigata. Jednocześnie podjął wykłady na Uniwersytecie Cesarskim w Tokio.
W 1916 Kawamura ogłosił wyniki swoich badań nad chorobą tsutsugamushi. Jego nazwisko jest kojarzone głównie z badaniami nad tą chorobą, ale zajmował się on także: przemianami tłuszczów, krzywicą, osteomalacją i schistosomatozą. Opisał również paragonimozę mózgową.
W 1922 został profesorem Wydziału Medycyny Uniwersytetu Niigata, ale tego samego roku ponownie udał się do Europy i także do USA. Powrócił do Japonii po czterech latach.
Za swoją pracę naukową otrzymał nagrody w latach 1924 i 1932.
W 1937 Kawamura opuścił Uniwersytet Niigata, przenosząc się na Uniwersytet Keiō. Jednocześnie został szefem działu w Instytucie Badawczym Kitasato.
Jego synem był prof. Akiyoshi Kawamura.

## Wybrane prace
- Die Cholesterinesterverfettung Cholesterinsteatose (1911)
- Kawamura, Kusama. Lehrbuch der allgemeinen Pathologie. Tokio 1924
- Rinya Kawamura, Nathan Chandler Foot, Shiro Tashiro. Studies on tsutsugamushi disease (Japanese blood fever). Spokesman printing company, 1926
- Neue Beiträge zur Morphologie und Physiologie der Cholesterinsteatose (1927)
- Byōri sōron. Nankōdō, 1931, 1946